# Thucydiaceae
Thucydiaceae је фамилија изумрлих четинара која обухвата једну врсту, Thucydia mahoningensis. Ова врста је живела током пенсилванијума, а фосилни остаци су нарочито богати у Охају (САД). Фамилија Thucydiaceae се одликује низом карактеристика (попут сложене организације мушке шишарке) које је чине специфичном у оквиру реда Voltziales. Полен је Potonieisporites типа.